# 2012

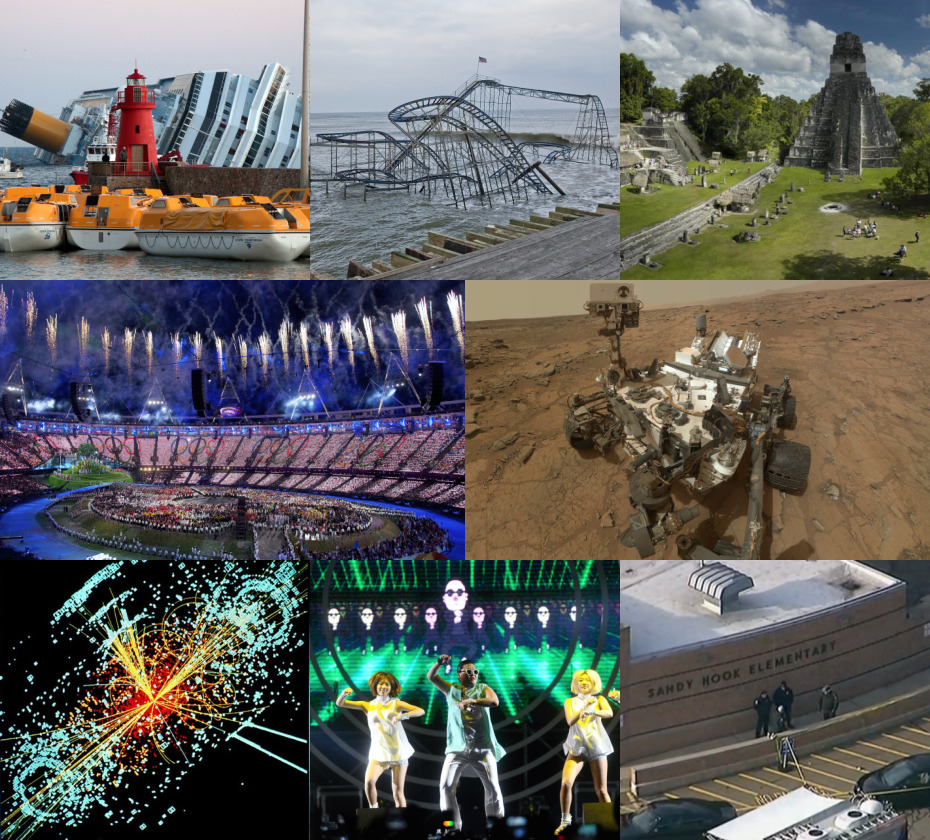
Desde la izquierda, en el sentido de las agujas del reloj: El crucero de pasajeros Costa Concordia yace volcado después del accidente del Costa Concordia; Daños al muelle del casino en Seaside Heights, Nueva Jersey como resultado del huracán Sandy; La gente se reúne en un templo maya para conmemorar el final del calendario maya el 21 de diciembre, cuando se predijo que ocurriría un evento del fin del mundo; El rover Curiosity de la NASA aterriza en la superficie de Marte; La masacre de la Escuela Primaria de Sandy Hook causó conmoción e indignación en todo Estados Unidos y el mundo; El artista de K-pop Psy interpreta su exitoso sencillo Gangnam Style, que se convirtió en un fenómeno cultural en 2012; la partícula elemental, el bosón de Higgs, apodada "La partícula de Dios", es descubierta por el CERN y revoluciona la física cuántica; Se inauguran los Juegos Olímpicos de 2012 en Londres.

2012 (MMXII) fue un año bisiesto que comenzó en domingo en el calendario gregoriano. Fue también el número 2012 anno Dómini o de la designación de Era Cristiana, además del decimosegundo del tercer milenio y el tercero de los años 2010.
La Asamblea General de las Naciones Unidas declaró el año 2012 el año internacional de las cooperativas, y reconociendo así la contribución de estas al desarrollo socioeconómico, en particular al reconocimiento a la reducción de la pobreza, el empleo y a la integración social que generan. También fue designado como el Año Internacional de la Energía Sostenible para todos. y el año del Dragón según el Horóscopo chino.

## Acontecimientos

### Enero
- 1 de enero:
  - En Nigeria, conflictos por tierras dejan saldo de al menos 50 muertos.[3]
  - En Colombia toman posesión de cargo alcaldes y gobernadores de las principales ciudades y departamentos del país.
- 4 de enero:
  - Descubrimiento de los primeros tiburones híbridos en Australia.[4]
  - En el fondo del mar Antártico se descubren nuevas especies en fuentes termales.[5]
  - Se logra abrir un agujero en el espacio-tiempo, pero con una duración de 40 picosegundos.[6]
- 5 de enero: en Bagdad y Nasiriya (Irak) varios atentados terroristas contra musulmanes chiitas dejan al menos 78 muertos y decenas de heridos; esta nueva escalada busca incitar la violencia sectaria en el país.[7]
- 6 de enero:
  - En Siria un atentado en la capital Damasco deja al menos 26 muertos, mientras que la represión de las fuerzas del gobierno a las manifestaciones opositoras y los choques armados con militares rebeldes dejan al menos otros 35 muertos en varias regiones del país.[8]
  - En Nigeria ataques terroristas cometidos en los últimos dos días por el grupo fundamentalista islámico Boko Haram contra cristianos dejan al menos 28 muertos y obligan a imponer el toque de queda en el estado nigeriano de Adamawa para contener una escalada que podría desatar una guerra civil sectaria en el país.[9]
  - En Somalia un bombardeo aéreo de la Fuerza Aérea de la vecina Kenia contra fuerzas del grupo fundamentalista islámico somalí Al-Shabbaab (vinculado a Al Qaeda) deja al menos 60 milicianos muertos; el bombardeo forma parte de la ofensiva de las tropas kenianas para conquistar la ciudad costera somalí de Kismayo bajo control de Al-Shabbaab, en respuesta a acciones terroristas como el secuestro de cooperantes españoles.[10]
- 8 de enero: Jesús Rodríguez Almeida renunció como procurador de Justicia del Distrito Federal en sustitución de Miguel Ángel Mancera candidato a la Jefatura de Gobierno del DF.
- 10 de enero: 
  - En Nicaragua, Daniel Ortega presta juramento para un segundo mandato consecutivo para el período 2012-2017.
  - En la ciudad de Yamrud (Pakistán), un atentado terrorista deja al menos 35 muertos.[11]
- 11 de enero: en León (México) cae el helicóptero del Centro Médico del IMSS.
- 13-22 de enero: Primeros Juegos Olímpicos de la Juventud de Invierno 2012 se celebraron en Innsbruck, Austria.
- 13 de enero: el crucero italiano Costa Concordia queda semihundido en la Isla de Giglio con más de 4000 personas a bordo. Dicho accidente deja 32 muertos.El Costa Concordia naufraga en las costas de las Islas del Giglio.
- 14 de enero:

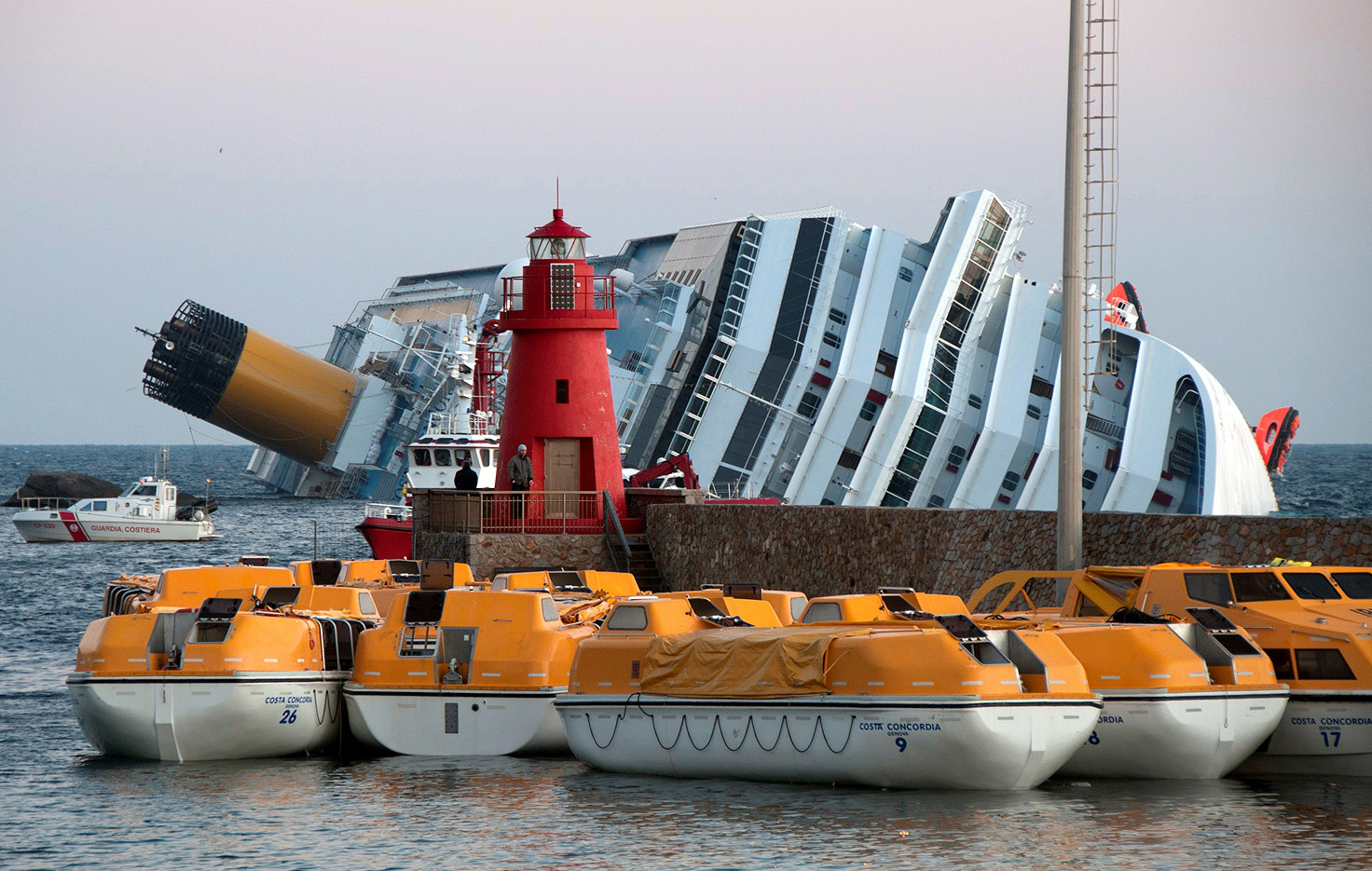
El Costa Concordia naufraga en las costas de las Islas del Giglio.

  - En la Ciudad de Guatemala Otto Pérez Molina toma la presidencia para el período 2012-2016.
  - En Irak, un atentado terrorista suicida en la ciudad de Basora deja al menos 53 muertos; las víctimas eran peregrinos que participaban en una festividad religiosa islámica chií.[12]
- 15 de enero:
  - En Rada (Yemen), una fuerza de asalto de 400 terroristas de Al Qaeda toma el control de la ciudad y proclama un «emirato islámico», mientras la población civil intenta huir ante el temor de una batalla campal cuando el ejército yemení intente recuperar la ciudad.[13]
  - En Guatemala se realiza el cambio de gobiernos municipales.
- 18 de enero:
  - En Birmania, una explosión causa 3 muertos tras la reanudación de las conversaciones de paz.[14]
  - En Estados Unidos, el Pentágono cifra en 19 000 los casos de abuso sexual en las Fuerzas Armadas.[15]
- 19 de enero: se cierra Megaupload por infracción de derechos de autor.
- 20 de enero: en Nigeria varios ataques terroristas cometidos en la ciudad de Kano por el grupo fundamentalista islámico Boko Haram causan al menos 250 muertos; los objetivos de los ataques eran principalmente comisarías de policía.[16]
- 21 de enero: en India mueren al menos 13 policías en un ataque armado de guerrilleros comunistas maoístas.
- 22 de enero:
  - En Finlandia se realiza la primera vuelta de las elecciones presidenciales.
  - En Nigeria, el grupo Boko Haram continúa la campaña de terror asesinando a 9 personas de religión cristiana y destruyendo iglesias.[17]
- 23 de enero:
  - La Unión Europea adopta medidas de boicot económico contra Irán como represalia por la perseverancia de Teherán en el enriquecimiento de uranio, dentro de su programa nuclear.
  - En Libia un grupo armado de presuntos partidarios del derrocado y fallecido dictador libio Muamar el Gadafi toman el control de parte de la ciudad de Bani Walid luego de violentos combates, en un aparente intento de desatar una rebelión contra el nuevo gobierno.
- 25 de enero: en México, la Congregación para la Educación Católica otorga a la Universidad Pontificia de México el reconocimiento de ser la misma institución que la Real y Pontificia Universidad de México.[18]
- 27 de enero: En Irak un atentado terrorista suicida en un funeral chií en Bagdad deja al menos 31muertos y 60 heridos.[19]
- 30 de enero:
  - En Siria se intensifican los combates entre las fuerzas leales al gobierno y los militares rebeldes del ejército popular a pocos kilómetros de la capital Damasco; las fuerzas gubernamentales emplean artillería pesada y tanques en un esfuerzo para expulsar a los rebeldes de los suburbios de la capital que controlan, en una nueva escalada hacia la guerra civil.[20]
  - En Bruselas comienza una cumbre extraordinaria de la Unión Europea para tomar medidas para reactivar el crecimiento y el empleo y seguir intentando evitar una recesión grave en las economías europeas.[21]

### Febrero
- 1 de febrero: El peor desastre del fútbol egipcio deja 80 muertos y 248 heridos en Port Said después de que miles de seguidores de dos equipos rivales se enfrentaran al final del partido entre Al-Masry y Al-Ahly causando revueltas populares.[22]
- 2 de febrero:
  - 101 muertos por ola de frío en Ucrania.[23]
  - El MV Rabaul Queen de Papúa Nueva Guinea naufraga dándose por desaparecidos a más de 100 pasajeros.
- 3 de febrero: En Siria la oposición denuncia que los bombardeos de las fuerzas leales al gobierno sobre la ciudad rebelde de Homs dejaron al menos 260 muertos y 500 heridos; las fuerzas gubernamentales habrían empleado artillería pesada y tanques para atacar zonas residenciales masacrando a los civiles, pero el régimen sirio atribuye los ataques a supuestos grupos terroristas opositores.[24]
- 3-4 de febrero: la Teletón de El Salvador se recaudó 1 800 000 pesos.
- 4 de febrero:
  - En Rusia decenas de miles de personas se manifiestan a favor y en contra del gobierno de Vladímir Putin en concentraciones multitudinarias paralelas; la oposición se manifiesta exigiendo elecciones libres y los oficialistas defendiendo la legitimidad del régimen.[25]
  - Alfredo Pérez Rubalcaba es elegido secretario general del PSOE.
- 5 de febrero:
  - New York Giants campeón del Super Bowl XLVI en Indianápolis Indiana vencen a New England Patriots por 21-17
  - Sauli Niinistö es elegido presidente de Finlandia
- 6 de febrero: Jubileo de diamante de la Reina Isabel II por el 60 aniversario de su ascensión al trono del Reino Unido, Canadá, Australia y Nueva Zelanda, y como jefe de la Commonwealth.
  - En Filipinas, un terremoto de 6,7 deja 173 muertos y más de 100 heridos.
- 8 de febrero: En México se retira el cantante Vicente Fernández.
- 10 de febrero: en México se inaugura el Estadio Olímpico de la BUAP, entre Lobos BUAP y Club Necaxa.
- 13 de febrero: en Nueva Delhi atentan contra embajadas de Israel, y acusan a Irán.
- 15 de febrero:
  - Incendio en la granja penal de Comayagua en Honduras deja cerca de 400 muertos.
  - En un islote de Formentera embarranca el ferry español Maverick 2, con 27 personas a bordo.
- 17 de febrero:
  - En Alemania dimite el presidente Christian Wulff a raíz de unos escándalos de corrupción y tráfico de influencias. Al final, fue absuelto de todas las acusaciones.
  - En el este de Europa, la ola de frío deja más de 650 muertos.
  - Italia anula privilegios fiscales de la Iglesia católica.[26]
- 19 de febrero:
  - Irán suspende la exportación de petróleo a Reino Unido y Francia como medida de represalia por el boicot económico programado semanas antes contra Irán por la Unión Europea para el verano.
- 19-20 de febrero: Un penal de los Zetas en Apodaca, Nuevo León con un incendio de bomberos
- 21 de febrero: en Yemen se celebra la elección presidencial; el único candidato es el hasta entonces vicepresidente del país (y encargado de la presidencia desde hace meses) Abd Rabbuh Mansur al-Hadi, cuya nominación fue pactada por el régimen y la oposición para terminar el gobierno dictatorial de Ali Abdullah Saleh e iniciar la transición a la democracia.
- 22 de febrero: Accidente ferroviario en Argentina deja como saldo 51 muertos y 703 heridos.[27]
- 23 de febrero: en Irak, una ola de atentados con coche bomba causó al menos 62 muertes.[28]
- 26 de febrero:
  - Siria vota en referéndum una nueva constitución mientras sigue la represión; los grupos de oposición se oponen a los comicios y hacen un llamamiento a boicotear el proceso, al considerar que la nueva constitución es falsa y el referéndum un fraude, señalando que Bashar al-Assad nunca respetó la antigua constitución, que garantiza la libertad de expresión y prohíbe la tortura. Sin embargo, la nueva constitución consigue el 84,9 % de aprobación civil.[29]
  - En Afganistán, mueren asesores estadounidenses tras disputas sobre coranes quemados. Alemania retira sus asesores de Kabul, por la escalada de violencia.[30]
- 27 de febrero:
  - En las islas Seychelles, un incendio en el crucero Costa Allegra lo deja sin electricidad, con 1049 pasajeros a la deriva, pero sin víctimas mortales.[31]
  - En Yemen, Abd Rabbuh Mansur al-Hadi asume la presidencia, acabando con el gobierno autocrático de Ali Abdullah Saleh, que duró 33 años.[32]
- 29 de febrero:
  - En Siria, el ejército inicia el asalto definitivo sobre Homs, la principal de las ciudades tomadas por el Ejército Libre de Siria.[33]
  - El gobierno de Corea del Norte ―a cambio de ayuda humanitaria― detiene su programa nuclear (cese de las pruebas atómicas, del enriquecimiento de uranio en la planta de Yongbyon y del lanzamiento de misiles de largo alcance) de forma parcial.[34]

### Marzo
- 2 de marzo:
  - En Irán se celebran elecciones parlamentarias; el régimen iraní no permitió la inscripción de la mayoría de los candidatos de la oposición reformista democrática, por lo que en los comicios participaron principalmente las dos facciones enfrentadas en las que se ha dividido el oficialismo ultraconservador: los partidarios del líder supremo Alí Jamenei, que obtuvieron una victoria aplastante, y los del presidente Mahmud Ahmadineyad, que sufrió una humillante derrota, mientras que la oposición reformista, que había llamado a la abstención, denunció que el régimen había inflado falsamente la cifra de participación.[35]
  - En Bruselas los jefes de Estado y de Gobierno de todos los países de la Unión Europea ―excepto el Reino Unido y la República Checa― firman un tratado de austeridad fiscal acordado en principio hace tres meses y que obliga a los países firmantes a cumplir una drástica y rígida disciplina en sus cuentas públicas para atajar la crisis de la deuda soberana y tratar de evitar una debacle económica.[36]
- 3 de marzo se emitió en Color Visión los 25 años del programa sabatino, Sábado de Corporán como  también hicieron su último programa emitido en el aire.
- 4 de marzo:
  - En Rusia se celebran elecciones presidenciales; el actual primer ministro Vladímir Putin obtiene una victoria aplastante que le permitirá volver a ocupar la presidencia (que ya había ocupado por dos mandatos en el pasado), pero la oposición denuncia fraude en unas elecciones ya cuestionadas porque no se permitió participar a los líderes de la oposición extraparlamentaria y por el ventajismo oficial en la campaña, lo que desata protestas en las calles.[37]
  - En Polonia, un accidente ferroviario deja como saldo 16 muertos y 58 heridos.
  - En la República del Congo mueren al menos 246 personas, cientos quedan heridas y 5000 sin vivienda en una serie de explosiones en un depósito de municiones del Ejército al lado de un barrio popular en la capital, Brazzaville; aparentemente el origen de las explosiones fue un accidente.[38]
  - En Yemen la organización terrorista Al Qaeda ataca un cuartel del Ejército yemení en el sur del país y luego de una batalla campal logra matar al menos a 185 militares y capturar a decenas, es el peor golpe que han sufrido las Fuerzas Armadas de Yemen en el marco de la lucha antiterrorista.[39]
- 5 de marzo: muere el animador y exalcalde dominicano Rafael Corporán de los Santos dos días después de la finalización del programa Sábado de Corporán.
- 7 de marzo: en Libia el presidente del Consejo Nacional de Transición (presidente provisional de Libia) Mustafa Abdul Jalil amenaza con usar la fuerza para mantener unido al país, luego de la proclamación un día antes en la ciudad de Bengasi de la autonomía de la región de Cirenaica por líderes tribales y de las milicias locales.[40]
- 9 de marzo: Incendios de Zapopan, Jalisco
  - En El Salvador el Gobierno de Mauricio Funes empieza la Tregua entre las pandillas principales del país.
- 10 de marzo: En Somalia mueren entre 50 y 100 combatientes en sangrientos combates entre el grupo fundamentalista islámico somalí Al-Shabbaab y fuerzas gubernamentales somalíes y de la vecina Etiopía; esto sucede en el marco de la ofensiva lanzada por Etiopía, Kenia y la fuerza multinacional de la Unión Africana para destruir a Al-Shabbaab, vinculado a Al Qaeda.[41]
- 11 de marzo: en El Salvador se realizan elecciones legislativas y municipales.
- 13 de marzo:
  - en Francia realizan su trofeo del Olympic de Marsella en la Champions.
  - Jaime González Aguadé fue designado Director de la Comisión Federal de Electricidad en sustitución de su compañero Antonio Vivanco Casamadrid.
- 14 de marzo: en Japón se registra un terremoto de 6,1 que deja 1 muerto y 1 herido.
- 16 de marzo: en México José Ángel Cordova Villalobos es designado Secretario de Educación Pública en sustitución de Alonso Lujambio Irazábal.
- 18 de marzo: Joachim Gauck es elegido presidente de Alemania.
- 19 de marzo:
  - En España se celebra el Bicentenario de las Cortes de Cádiz.
  - En Siria se producen encarnizados combates entre fuerzas leales al gobierno y fuerzas rebeldes en un exclusivo y céntrico barrio de la capital Damasco, en un hecho inusual hasta ese momento en el conflicto que vive el país, poniendo de relieve la capacidad de los rebeldes para golpear en la fuertemente vigilada capital.[42]
- 20 de marzo:
  - En Irak una ola de atentados terroristas con bombas sacude a varias ciudades del país, entre ellas la capital Bagdad, Kerbala, Kirkuk y Al-Hillah; en total mueren al menos 51 personas y 250 quedan heridas.[43]
  - En el municipio de Ometepec (México) se registra un terremoto de 7,4, registrándose muchos daños materiales y un saldo de dos muertos.[44]
- 21 de marzo: en Malí un grupo de militares derroca al gobierno en un sangriento golpe de Estado; los militares golpistas, que habían justificado su acción por el insuficiente apoyo del gobierno derrocado a los militares en su lucha contra los guerrilleros separatistas de etnia tuareg del norte del país, cerraron las fronteras del país y formaron una junta militar de gobierno.[45]

Bandera de los rebeldes tuareg en Malí.

- 22 de marzo: en Yemen las fuerzas del gobierno y las fuerzas militares estadounidenses bombardean posiciones de Al Qaeda en el sur del país matando a más de 28 terroristas.[46]
- 23-26 de marzo: se lleva al cabo en la información de esta la primera visita del papa Benedicto XVI en León, Guanajuato, por el presidente Felipe Calderón Hinojosa. y la visita del papa a Cuba
- 25 de marzo: Un terremoto de 7,1 sacude la Región del Maule en Chile dejando 1 muerto.
- 26 de marzo: en Somalia el Ejército de Etiopía, con el apoyo de una milicia pro-gubernamental somalí, conquista la ciudad de Elbur, uno de los principales bastiones del grupo fundamentalista islámico somalí Al-Shabbaab, asociado a Al Qaeda; la caída de Elbur se suma a la conquista de otras ciudades, hasta ahora controladas por Al-Shabbaab, por parte de las fuerzas gubernamentales somalíes y de sus aliados extranjeros de la fuerza multinacional africana.[47]
- 31 de marzo:
  - En Malí los guerrilleros separatistas de etnia tuareg del norte del país (Movimiento Nacional para la Liberación del Azawad) lanzan una ofensiva contra la estratégica ciudad de Gao, luego de haber conquistado el día anterior la también estratégica localidad de Kidal; los rebeldes independentistas están aprovechando la debilidad y la confusión que reinan en las fuerzas gubernamentales después del reciente golpe de Estado para avanzar de forma acelerada, lo que preocupa a los países de la región que ofrecen enviar tropas para frenarlos.[48]
  - En Tailandia un atentado terrorista en la ciudad de Yala, al sur del país, causa al menos 8 muertos y más de 50 heridos; el atentado ocurre en una región donde son frecuentes los ataques de los guerrilleros separatistas islámicos que luchan para crear un estado islámico independiente y que denuncian la discriminación por parte de la mayoría budista de Tailandia.[49]

### Abril
- 1 de abril:
  - En Malí, luego de ocupar las ciudades de Kidal y Gao, los guerrilleros secesionistas tuaregs conquistan la histórica ciudad de Tombuctú después de que los soldados del Ejército regular de Malí huyeran y de que una milicia árabe local pro-gubernamental se rindiera ante los rebeldes; con esta victoria los rebeldes independentistas controlan prácticamente la totalidad del norte del país, lo que preocupa a la comunidad internacional que teme que Al Qaeda aproveche para convertir la región en una base de operaciones.[50]
  - en Birmania se celebran elecciones parlamentarias parciales para cubrir una parte relativamente pequeña de los escaños al Parlamento birmano; la oposición democrática contraria al régimen militar arrasa en los comicios y su líder, la Premio Nobel de la Paz Aung San Suu Kyi, es electa diputada.[51]
- 2 de abril: en Malí un grupo perteneciente a Al Qaeda expulsa a los rebeldes tuaregs de la ciudad de Tombuctú y la conquista en su mayor parte; los guerrilleros tuaregs que habían conquistado la ciudad apenas un día antes tuvieron que replegarse ante la fuerza de Al Qaeda, lo que complica la ya caótica situación de Malí después del reciente golpe de Estado y que amenaza a todo el norte de África.[52]
- 3 de abril: En Yemen las fuerzas del gobierno recuperan el control de una región en el sur del país después de bombardear intensamente las posiciones de Al Qaeda matando al menos a 43 guerrilleros de esa organización terrorista.[53]
- 4 de abril: Al finalizar la tarde una serie de tormentas y tornados se abaten sobre el Gran Buenos Aires produciendo destrozos muy graves en arbolado, hogares y sistema eléctrico. El inusitado temporal se cobra 26 víctimas morales y casi 900 heridos.[54][55][56][57][58][59]
- 6 de abril: En Malí los rebeldes separatistas tuaregs proclaman la independencia de Azawad, el norte del actual Malí que han ocupado y que reivindican como su patria; la comunidad internacional no reconoce la declaración de independencia de este pretendido nuevo Estado y se pronuncia por la defensa de la unidad nacional e integridad territorial de Malí.[60]
- 8 de abril: en Nigeria un atentado terrorista en la ciudad de Kaduna contra iglesias cristianas en plena celebración de la Semana Santa deja al menos 38 personas muertas y decenas heridas; se sospecha que el atentado fue obra del grupo fundamentalista islámico Boko Haram en su campaña para desatar una guerra entre religiones en el país.[61]
- 9 de abril: en Somalia un atentado terrorista en un mercado de la ciudad de Baidoa deja al menos 11 muertos; la ciudad donde ocurrió el atentado había sido conquistada dos meses antes por tropas etíopes que le arrebataron el control al grupo islamista Al-Shabbaab.[62]
- 11 de abril:
  - En Corea del Sur se celebran elecciones parlamentarias; triunfa el partido de centro-derecha del presidente Lee Myung-bak.[63]
  - Un terremoto de 8,6 sacude la isla indonesia de Sumatra dejando un saldo de 10 muertos y 12 heridos.
  - En Zaragoza se celebra la primera edición de la entrega de los Premios Simón del cine aragonés.
- 12 de abril: en Guinea Bissau un grupo de militares derrocan al gobierno en un golpe de Estado.[64]
- 17 de abril: Cristina Fernández de Kirchner expropia YPF a la empresa multinacional Repsol-YPF por razones de interés nacional. El gobierno español se muestra disconforme y anuncia medidas en contra.[65]

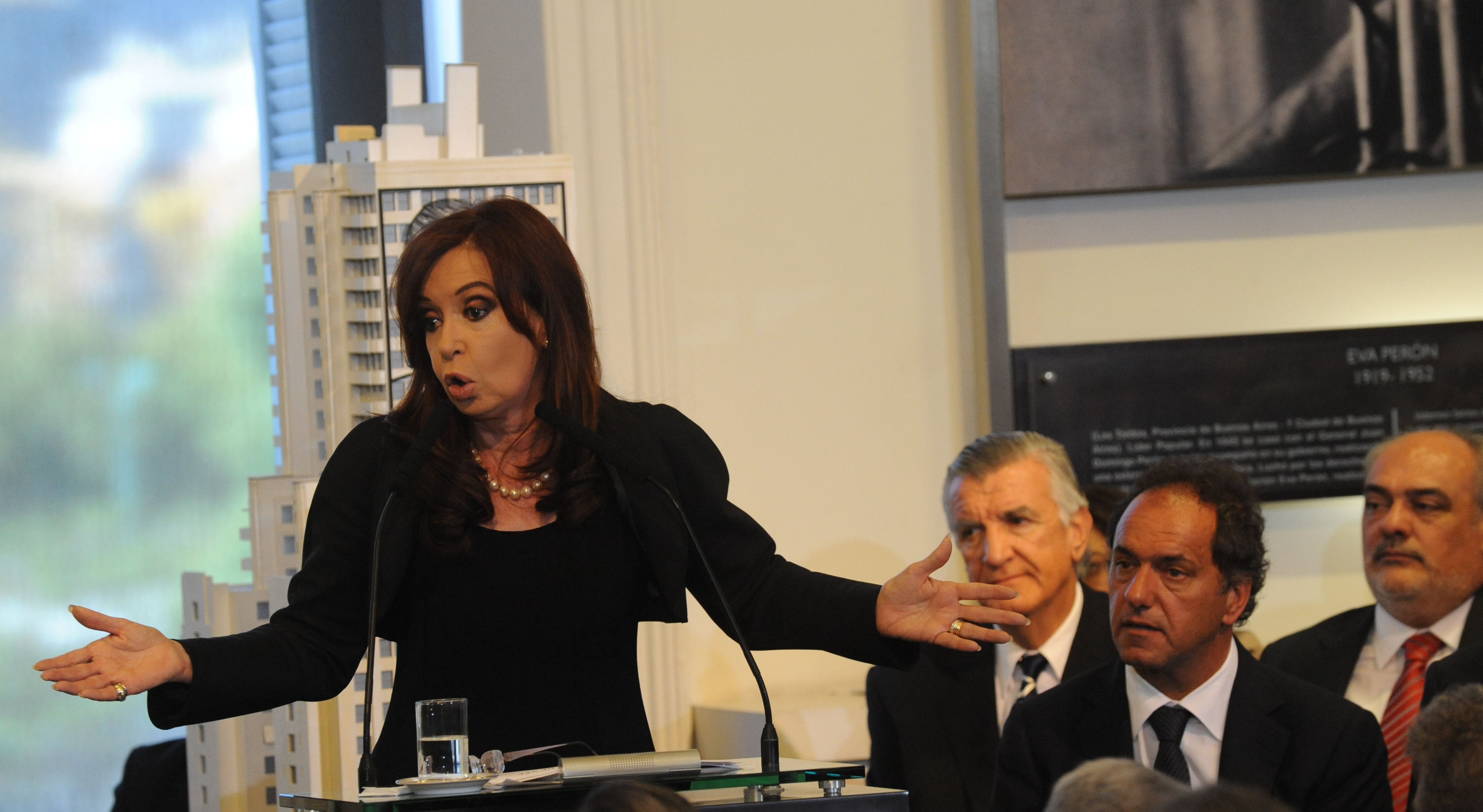
Cristina Fernández de Kirchner renacionaliza la empresa petrolera YPF, en manos de la multinacional Repsol.

- 20 de abril: científicos crean una nueva molécula capaz de transportar información genética y reproducirse, llamada el ADN sintético o AXN.[66]
- 22 de abril: en Francia se celebra la primera ronda de las elecciones presidenciales; el socialista de centro-izquierda François Hollande obtiene la victoria, pero al no haber alcanzado la mayoría absoluta del sufragio popular deberá disputarse la presidencia en una segunda vuelta con el presidente saliente y aspirante a la reelección, el conservador Nicolas Sarkozy.[67]
- 23 de abril: las Fuerzas Armadas de Sudán anuncian que en tres días de combates han matado a más de 900 militares del Ejército de Sudán del Sur en medio de la guerra que sostienen ambos países africanos por una región rica en petróleo.[68]
- 24 de abril: Balacera en el Estadio Chivas en Guadalajara. e incendio en Zapopan, Jalisco.
- 25 de abril: Brote de MERS en Arabia Saudita.
- 27 de abril: en España, el director técnico de fútbol Josep Guardiola se retira del Fútbol Club Barcelona.

### Mayo
- 3 de mayo: En Reino Unido se celebran elecciones municipales en varias regiones del país; el opositor Partido Laborista de centro-izquierda obtiene importantes victorias, aunque el oficialista Partido Conservador logra también una victoria significativa al retener la Alcaldía de la capital Londres.[69][70][71]
- 4 de mayo: En Irán se celebra la segunda vuelta de las elecciones parlamentarias.[72]
- 6 de mayo: 
  - François Hollande es elegido presidente de la República Francesa en la segunda vuelta de las elecciones presidenciales.[73]
  - En Grecia se celebran elecciones parlamentarias y la centro-derecha de Nueva Democracia obtiene la victoria, pero con una mayoría relativa muy alejada de la mayoría absoluta y en el contexto de unos resultados muy fragmentados, con el auge además de la izquierda populista y la extrema derecha, lo que hace imposible formar gobierno y obliga a los pocos días a adelantar las elecciones de nuevo, poniendo a Grecia al borde de abandonar el euro y amenazando la frágil estabilidad económica mundial.[74]
  - En Serbia se celebran elecciones presidenciales, parlamentarias y municipales; ante la falta de mayoría absoluta las elecciones presidenciales deberán definirse en una segunda vuelta, y en las elecciones parlamentarias los resultados son fragmentados, pero los partidos proeuropeos obtienen suficiente apoyo como para poder formar gobierno.[75]
  - En Italia se celebran elecciones municipales en varias regiones del país.[76]
- 9 de mayo: en España, el Gobierno anuncia recortes de 10 000 millones de euros en los presupuestos de Educación y Salud, y nacionaliza el banco Bankia, que necesitaría una cifra similar para no quebrar.[77]
- 10 de mayo: fallece el piloto y diseñador estadounidense Carroll Shelby.
- 11 de mayo: los «indignados» anuncian retomar las protestas en distintos puntos de Madrid y de España, aproximándose el primer año de su nacimiento: el 15 de mayo de 2011.[78]
- 12 de mayo: Los indignados retoman las protestas en las principales ciudades españolas.[79]
- 13 de mayo: en Tiflis (capital de Georgia), las graves inundaciones dejan 5 muertos destruyen casas y dejan decenas de personas atrapadas.
- 14 de mayo: nace en México el Movimiento Yosoy132, que movilizó a miles de estudiantes en todo el país en contra del candidato del Partido Revolucionario Institucional Enrique Peña Nieto.
- 15 de mayo: en la ciudad de Bogotá (Colombia) se comete el atentado contra Fernando Londoño.
- 17 de mayo: Naples, Florida, Estados Unidos fallece la Donna Summer 63 años de edad contra el cáncer de pulmón.
- 20 de mayo:
  - Danilo Medina gana las Elecciones presidenciales en la República Dominicana y se convierte en Presidente de la República Dominicana con el 51.21% de los votos.
  - Eclipse solar anular.
  - En Serbia se celebra la segunda vuelta de las elecciones presidenciales; triunfa el nacionalista Tomislav Nikolic, lo que hace temer mayor inestabilidad política y un debilitamiento del compromiso con la integración europea.[80]
  - Un terremoto de 6,1 sacude la provincia italiana de Módena dejando 7 muertos.
- 21 de mayo:
  - En Yemen un atentado terrorista suicida reivindicado por Al Qaeda deja al menos 70 muertos y 100 heridos entre los militares que participaban en el ensayo de un desfile militar en la capital Saná; el atentado (en el que resultó ileso el ministro de la Defensa que presenciaba el ensayo) es una respuesta a la ofensiva militar del gobierno yemení contra Al Qaeda en el sur del país que ha dejado decenas de muertos en los días anteriores al atentado.[81]
  - En Estados Unidos, finaliza la exitosa serie médica House, M.D.
  - En Malí el presidente interino Dioncounda Traoré es golpeado brutalmente por una turba de manifestantes que asaltó el Palacio Presidencial reclamando la partida del presidente y su sustitución por el líder de la junta militar que protagonizó un golpe de Estado unas semanas atrás.[82]

- 22 de mayo: Un terremoto de 5,6 sacude la provincia de Pernik en Bulgaria.

- 23 de mayo: 
  - En Egipto comienza la primera vuelta de las elecciones presidenciales, en una votación que se extenderá por dos días seguidos; se consideran las primeras elecciones libres de la historia del país y se elegirá al primer presidente democrático luego de la caída de la dictadura de Hosni Mubarak.[83]
  - La Gendarmería de la Ciudad del Vaticano detiene al mayordomo del papa Benedicto XVI, Paolo Gabriele (46) por supuestamente develar documentos secretos (que aparecieron en el libro Su Santidad: los papeles secretos de Benedicto XVI). Comienza el fenómeno del Vatileaks.
- 25 de mayo: en Siria ocurre una masacre en la ciudad de Hula en la que mueren al menos 108 personas, en su mayoría civiles y una gran parte de ellos niños; la oposición siria y la mayor parte de la comunidad internacional atribuyen la masacre a las fuerzas leales al gobierno sirio que habrían empleado artillería pesada y habrían ejecutado a personas que fueron secuestradas en sus domicilios, pero el régimen sirio niega su responsabilidad en los hechos violentos, que continuarían los días siguientes.
- 26 de mayo: en Bakú (Azerbaiyán) se celebra el LVII Festival de la Canción de Eurovisión, que finaliza con la ganadora Loreen y su canción Euphoria representante de Suecia.
- 27 de mayo: en Uruguay se celebran elecciones internas del Frente Amplio.
- 29 de mayo: en Italia, un segundo terremoto de 5,8, deja destrozos en la ciudad de Bolonia y 20 muertos.
- 30 de mayo: el exdictador de Liberia, Charles Taylor, es condenado a 50 años de cárcel por el Tribunal Especial para Sierra Leona por crímenes de lesa humanidad cometidos por Taylor al apoyar a los rebeldes de la vecina Sierra Leona durante la guerra civil que azotó a ese país, apoyo por el que Taylor recibió diamantes de sangre; se trata de la primera sentencia dictada por un tribunal penal internacional contra un exjefe de Estado desde los Juicios de Núremberg.[84]

### Junio
- 1 de junio:
  - En Arrah (India), seis hombres no identificados asesinan a Brahmeshwar Singh (64) ―líder de la banda terrorista de derechas Ranvir Sena―, quien había estado nueve años en prisión perpetua acusado de varias masacres contra personas de casta baja, pero en abril de 2012 fue absuelto y puesto en libertad.
  - En Venezuela, se crea la Academia Militar de Oficiales de Tropa Comandante en Jefe Hugo Rafael Chávez Frías, perteneciente a la Universidad Militar Bolivariana de Venezuela, que forma oficiales de comando de tropa de la Fuerza Armada Nacional Bolivariana (FANB).
- 2 de junio: en Egipto el exdictador Hosni Mubarak es condenado a cadena perpetua por complicidad en el asesinato de 850 manifestantes durante la rebelión popular que terminó en su derrocamiento; se trata del primer exgobernante depuesto en la llamada Primavera Árabe que es juzgado y condenado.[85]
- 6 de junio: en Siria ocurre una nueva masacre en dos aldeas de la provincia de Hama con un saldo de al menos 78 muertos civiles, muchos de ellos mujeres y niños; la oposición siria y la comunidad internacional culpan a las fuerzas leales al gobierno sirio, que vuelve a negar su responsabilidad en los hechos.[86]
- 10 de junio: en Francia se celebra la primera vuelta de las elecciones parlamentarias; la centro-izquierda del Partido Socialista y sus aliados obtiene la victoria, colocándose en posición sólida para ganar el control de la Asamblea Nacional de Francia en la segunda vuelta.
- 11 de junio: dos terremotos de 5,4 y 5,7 en Afganistán causan la muerte de 75 personas.
- 12 de junio: en Buenos Aires (Argentina), la entonces presidenta Cristina Fernández de Kirchner lanza el PRO.CRE.AR, un plan de crédito a 30 años que será discontinuado por el presidente Mauricio Macri en 2018 y será relanzado por el presidente Alberto Fernández en 2020 y finalmente disuelto por el presidente Javier Milei en 2024. En los diez años de vigencia, permitirá la construcción de 960 308 viviendas.
- 14 de junio: en Irak una ola de atentados terroristas en diferentes ciudades del país deja al menos 72 muertos en total y decenas de heridos.[87]
- 15 de junio: en Yemen las fuerzas militares del gobierno conquistan la ciudad costera de Shoqra, la tercera ciudad que estaba en manos de la organización terrorista Al Qaeda que cae en manos de las fuerzas gubernamentales en una semana de intensos combates.[88]
- 17 de junio:
  - En Egipto concluye la segunda vuelta de las elecciones presidenciales; el islamista Mohamed Morsi obtiene la victoria, convirtiéndose en el primer presidente democráticamente electo de Egipto.[89]
  - En Francia se celebra la segunda vuelta de las elecciones parlamentarias; el Partido Socialista obtiene la victoria con mayoría absoluta en la Asamblea Nacional de Francia, lo que permitirá al presidente François Hollande gobernar con plenos poderes.[90]
  - En Grecia se celebran nuevas elecciones parlamentarias y los conservadores de Nueva Democracia obtienen la victoria, aunque sin mayoría absoluta; pero con el apoyo de otros partidos europeístas (especialmente de los socialistas del PASOK) podrán formar gobierno, en lo que constituye un alivio para las naciones europeas y para la economía mundial amenazada por una nueva crisis si Grecia abandonaba el euro de manera caótica.[91]
- 18 de junio: en Ecuador se registra un terremoto de 4.9 grados dejando cuarteaduras en 29 casas y más de 60 resultan afectadas.
- 19 de junio: Un terremoto de 5,2 sacude la región australiana de Gippsland.
- 22 de junio: Comienza la crisis política en Paraguay de 2012, también llamada por numerosos críticos, políticos y medios de comunicación: «Golpe de Estado parlamentario»,[92][93][94][95][96] que se desató a raíz del juicio político contra el presidente de Paraguay, Fernando Lugo, iniciado por la Cámara de Diputados del mismo país. Este órgano parlamentario acusó al gobernante electo en el 2008 por mal desempeño de funciones. Posteriormente, una mayoría de la Cámara de Senadores decidió destituirlo de su cargo.
- 23 de junio: en Buenos Aires, el Club Atlético River Plate logra el ascenso a la máxima categoría del fútbol argentino, tras estar 363 días militando en el Nacional B.
- 24 de junio:
  - Arsenal Fútbol Club gana el Torneo Clausura 2012 (Argentina), siendo este su primer título a nivel nacional, y su 3.er título en la historia.
  - En Ecuador, muere el Solitario George, último ejemplar de la especie Chelonoidis abingdonii, dando lugar a la extinción de la especie.
- 30 de junio: en Colombia hace erupción el volcán Nevado del Ruiz, lo cual era una erupción de gases y cenizas sin afectar el caudal de los ríos.

### Julio
- 1 de julio:
  - Entra en vigor el Mecanismo Europeo de Estabilidad (MEDE).
  - Elecciones presidenciales en México. Triunfa el candidato del PRI-PVEM, Enrique Peña Nieto sobre el candidato opositor Andrés Manuel López Obrador, quien sería su sucesor en 2018.
  - España gana la final de la Eurocopa 2012 4 a 0 contra Italia
- 2 de julio: Colombia: es capturado por agentes de la Policía y cadetes de la Armada el narcotraficante Camilo Torres Martínez, alias Fritanga quien estaba al servicio de la banda Los Urabeños.
- 7 de julio: En Japón se estrena la adaptación animada de la serie de novelas ligeras de Sword Art Online.
- 11 de julio: El presidente del gobierno de España Mariano Rajoy anuncia medidas extraordinarias para contener el déficit público, entre ellas la subida del IVA y el recorte en el sueldo de los funcionarios.
- 15 de julio: En Siria estallan los más violentos combates en la ciudad capital Damasco desde que comenzó la guerra civil, cuando los rebeldes lanzan una operación de gran escala para conquistar la ciudad y el régimen responde con fuertes bombardeos y ataques a los barrios donde se concentran los rebeldes.[97][98]
- 18 de julio:
  - En Bulgaria, un atentado suicida en un autobús de turistas israelíes en el aeropuerto de Burgas deja 8 muertos más de 30 heridos.[99]
  - En Siria en un atentado cometido en Damasco mueren el ministro de la Defensa y otros altos funcionarios del Gobierno; el asesinato es reivindicado por los rebeldes sirios que desde hace días libran intensos combates en la capital.[100]

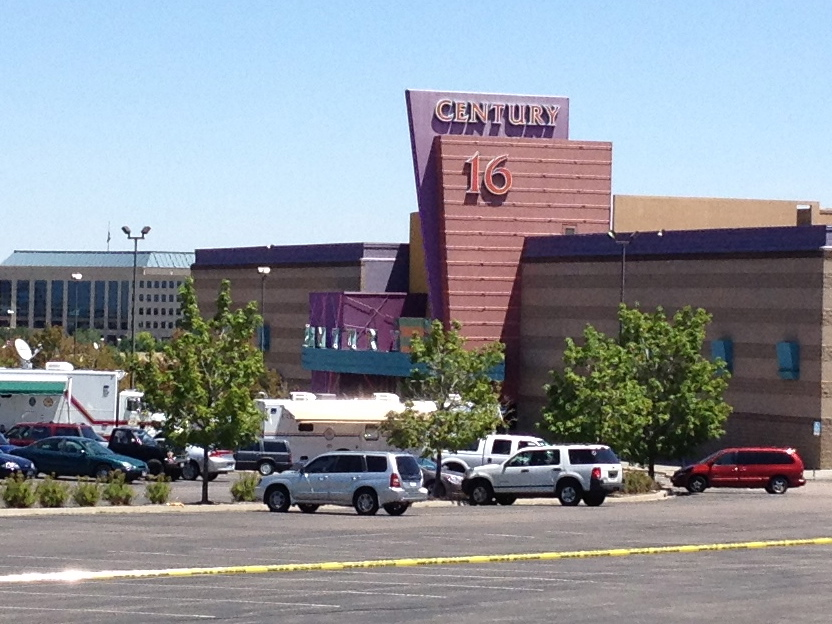
El tiroteo en el cine Century 16 dejó un saldo de 12 personas muertas mientras presenciaban el estreno de la película The Dark Knight Rises.

- 20 de julio: En Aurora, Colorado, durante el estreno de la película The Dark Knight Rises en el cine Century 16, se produce un tiroteo llevada a cabo por un pistolero solitario dejando un saldo de 12 personas muertas y 59 heridas.[101]
  - En China, un terremoto de 4,9 deja 1 muerto y varios heridos.
- 22 de julio: en Madagascar el Ejército irrumpe en un campamento militar con soldados amotinados cerca del aeropuerto internacional del país y arresta a una serie de sospechosos, estos militantes tienen demandas que no están claras.[102]
- 23 de julio:
  - En el Sol se produce una inmensa tormenta solar: se eyecta una masa coronal inusualmente grande que apenas pasó de la Tierra por nueve días. De haber impactado, habría causado más de 3 billones de dólares en daños a equipos eléctricos en todo el mundo, y la recuperación habría tomado casi una década.[103]
  - La Bolsa de Madrid prohíbe operaciones cortas o bajistas debido a la crisis económica española. La prima de riesgo de la deuda española alcanza máximos históricos.
  - En Irak, una ola de atentados terroristas en diversas ciudades del país deja al menos 107 personas muertas y 161 heridas.[104]
  - El primer ministro de Japón, Yoshihiko Noda, promete que no habrá más accidentes como el ocurrido en la Central nuclear Fukushima I a raíz del terremoto y el tsunami del 11 de marzo de 2011, asegurando que el Gobierno implementará las medidas necesarias para evitar otro desastre.
  - En República Dominicana se estrena en Color Visión el programa “Está Noche Mariasela” de la comunicadora Mariasela Álvarez después de pasar siete años radicado en la televisión española. Ahora como un espacio diario.
- 26 de julio: El Gobierno español anuncia que España no podrá ser rescatada de la Crisis de la eurozona.[105]
- 27 de julio: en Reino Unido se inician los Juegos Olímpicos de Londres 2012.

### Agosto
- En Rusia, nace la primera liligresa del mundo (un híbrido entre león y ligresa).[106]
- 4 de agosto: en los Juegos Olímpicos de Londres 2012, la italiana Jessica Rossi batió el récord olímpico al acertar 99 disparos sobre 100, en Tiro al vuelo.
- 5 de agosto: en los Juegos Olímpicos de Londres 2012, el jamaiquino Usain Bolt vence en los 100 metros, su segundo título olímpico en esa distancia, con una marca de 9.63 s, la segunda mejor de la historia y récord olímpico.
- 6 de agosto: Curiosity llega a la superficie de Marte.
- 11 de agosto: Dos terremotos de 6,4 y 6,2 sacuden la provincia iraní de Azerbaiyán Occidental que dejan un saldo de 306 muertos y más de 3.000 heridos.
- 12 de agosto: finalizan los Juegos Olímpicos de Londres 2012.
- 16 de agosto:
  - En República Dominicana, Danilo Medina toma posesión como 53.er presidente de la República Dominicana.
  - El canciller de Ecuador Ricardo Patiño anunció la decisión del Gobierno en conceder asilo político al fundador, editor y portavoz del sitio web WikiLeaks, Julian Assange.
- 25 de agosto: fallece Neil Armstrong, primer hombre en pisar la Luna (Apolo XI).
- 25 de agosto: en el estado Falcón (Venezuela) sucede la Explosión en la refinería de Amuay (una de las más grandes del mundo), causando la muerte de al menos 55 personas y dejando a más de 100 personas heridas.
- 26 de agosto: en El Salvador se registra un fuerte terremoto de 7,3 que provoca un tsunami que deja más de 40 heridos.
- 27 de agosto: en Somalia las Fuerzas Armadas del gobierno somalí, con apoyo de sus aliados de las fuerzas multinacionales africanas, conquistan la estratégica ciudad costera de Marka hasta ese momento en manos del rebelde grupo islamista Al-Shabbaab; se considera una importante victoria en la campaña para erradicar al grupo fundamentalista y pacificar el país.
- 31 de agosto: Un terremoto de 7,6 sacude la isla de Sámar en Filipinas

### Septiembre
- 1 de septiembre: Acroarte anunció el nuevo nombre de los premios, llamado Premios Soberano tras la decisión de una disputa contra la familia Damirón quien utilizó el nombre de la premiación por 28 años.
- 2 de septiembre:en costa rica nació ian
- 3 de septiembre: en Colombia es asesinada la narcotraficante Griselda Blanco.
- 5 de septiembre:
  - En la península de Nicoya, en la costa occidental de Costa Rica, se registra un terremoto de 7,6 que deja 2 muertos.[107]
  - En Buenos Aires, la Comisión de Asuntos Constitucionales del Senado argentino comienza a debatir una reforma electoral impulsada por el oficialismo para que puedan votar los extranjeros con residencia permanente y ―opcionalmente (sin voto obligatorio)― los jóvenes de 16 y 17 años.[108]
- 7 de septiembre: Canadá rompe relaciones diplomáticas con Irán aduciendo el apoyo de Teherán a Damasco en la guerra civil siria, el desarrollo del programa nuclear de Irán y violaciones de derechos humanos en Irán.
  - Dos terremotos de 4,2 y 5,5 sacuden la provincia de Yunnan dejando un saldo de 81 muertos y más de 800 heridos.
- 10 de septiembre:
  - Venezuela inicia los trámites para retirarse de la Comisión Interamericana de Derechos Humanos (CIDH) y la Corte Interamericana de Derechos Humanos (CorteIDH), el comunicado enviado a dichos organismos entrará en efecto el 10 de septiembre de 2013, en este plazo el país sudamericano puede rectificar su decisión.[109]
  - En Pakistán las lluvias monzónicas dejan 78 muertos, estas lluvias afectan a todo el país de forma desigual.[110]
- 11 de septiembre: Asalto al consulado estadounidense en Bengasi.
- 12 de septiembre: en Países Bajos se celebran elecciones parlamentarias; el partido del primer ministro liberal de centro-derecha Mark Rutte obtiene la victoria y se espera que pueda formar gobierno en coalición con los laboristas de centro-izquierda (ambos partidos europeístas).[111]
- 13 de septiembre: en Argentina se producen protestas y cacerolazos en repudio a las políticas de gobierno de Cristina Fernández de Kirchner.[112][113]
- 22 de septiembre:
  - El Consejo de Seguridad de las Naciones Unidas alerta de la consolidación de grupos terroristas en Malí, entonces inmersa en una transición política, mientras la región de Azawad permanece bajo el control de las diversas milicias islamistas y locales.[114]
  - En España, en el Festival de MTV Beach en Madrid se producen disturbios dejando 11 detenidos y un saldo de 60 heridos.[115]
- 23 de septiembre: en la montaña Manaslu (Nepal), en el Himalaya, un alud deja 9 muertos.
- 25 de septiembre: en Madrid (España), la policía reprime a manifestantes que rodean el Congreso. Detienen a 35 y hieren a 64 (28 de los cuales necesitaron hospitalización).[116]
- 26 de septiembre: en Atenas (Grecia) la policía reprime a manifestantes, y detiene a 50.[117]
- 28 de septiembre: en España, lluvias torrenciales dejan un total de 10 muertos en el sur del país.
- 29 de septiembre: En Somalia luego de una sorpresiva ofensiva por mar, tierra y aire iniciada el día anterior, las fuerzas militares de Kenia y las Fuerzas Armadas del gobierno somalí conquistan la ciudad costera de Kismaayo, la última de las grandes ciudades somalíes que quedaba en manos del rebelde grupo islamista Al-Shabbaab; se considera un duro golpe al grupo fundamentalista no solo porque era la sede de su cuartel general sino porque los "impuestos" que cobraba en el puerto de la ciudad era su principal fuente de ingresos.[118]
- 30 de septiembre: en Colombia sucede un terremoto de 7,1 grados en la escala sismológica de Richter; no deja muertos ni heridos.

### Octubre

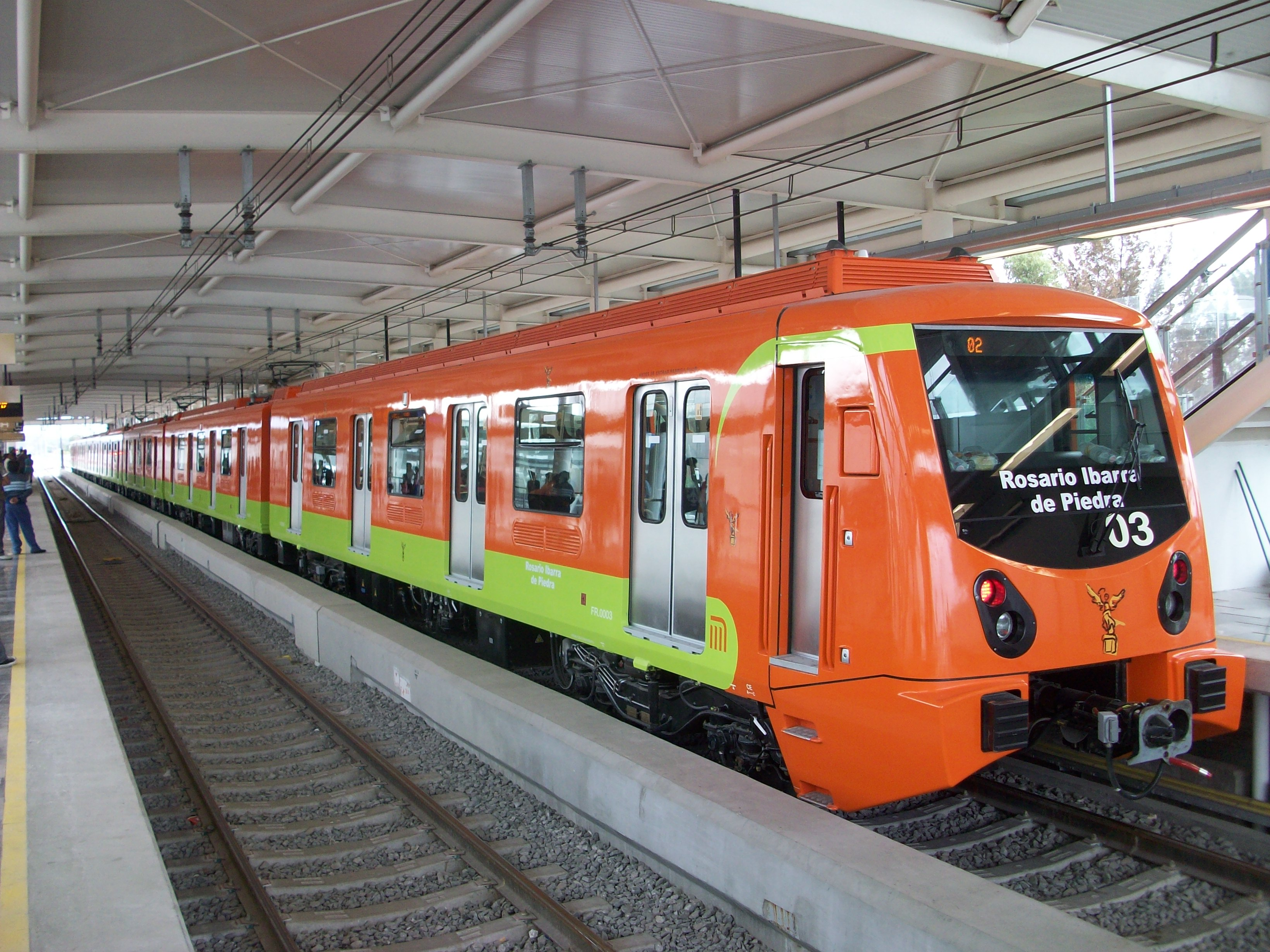
Inauguración de la décima segunda línea del metro de la Ciudad de México, en la imagen un tren modelo FE- 10.

- 1 de octubre: En Georgia se celebran elecciones parlamentarias; el principal partido de la oposición obtiene la victoria por amplio margen, con lo cual el actual presidente Mijeíl Saakashvili pierde la opción de convertirse en el futuro primer ministro y gobernar el país cuando se haga efectivo el próximo cambio a un sistema de gobierno parlamentario estipulado en la Constitución del país.[119][120]
- 3 de octubre: en el marco de la guerra civil siria, Turquía ataca a Siria en represalia por haber recibido un proyectil en su suelo. Se convoca a la OTAN para una reunión de urgencia.[121]
- 5 de octubre: Un terremoto de 6,7 sacude Costa Rica.
- 7 de octubre: en Venezuela, en las elecciones presidenciales, Hugo Chávez vence a Henrique Capriles.[122]
- 9 de octubre: atentado contra la activista pakistaní Malala Yousafzai.
- 11 de octubre: el papa Benedicto XVI, da apertura al Año de la Fe, con motivo al quincuagésimo aniversario del Concilio Vaticano II y al vigésimo aniversario de la publicación del Catecismo de la Iglesia Católica.
- 12 de octubre: la Asamblea Legislativa Plurinacional de Bolivia declara los derechos de la Tierra.
- 14 de octubre: 
  - el austríaco Félix Baumgartner se convierte en el primer hombre en superar la barrera del sonido sin máquina alguna a 39 km de altura (misión Red Bull Stratos).
  - En Montenegro se celebran elecciones parlamentarias.
- 15 de octubre: en Filipinas el gobierno y el grupo rebelde separatista islámico Frente Moro de Liberación Islámica firman un histórico tratado de paz que intenta poner fin al conflicto armado de más de cuarenta años entre el Estado filipino y la insurgencia islámica; el acuerdo contempla la creación de una nueva entidad territorial autónoma para reemplazar al actual Mindanao Musulmán en el sur del país.[123][124]
- 19 de octubre: los presidentes de Nigeria, Goodluck Jonathan, y de Níger, Mahamadou Issoufou, firman en Niamey un acuerdo de seguridad y defensa con la mirada puesta en la necesidad de ayudar a Malí, cuya parte septentrional está controlada desde junio por grupos islámicos radicales.[125]
- 22 de octubre: La artista Taylor Swift lanza su álbum Red (álbum de Taylor Swift).
- 25 de octubre: La alcaldesa de Lima, Susana Villarán ordena un mega operativo para recuperar el territorio de La Parada, que había sido tomado por vendedores ambulantes informales quienes atacaron brutalmente a la policía, dejando 4 muertos, 68 policías heridos y una yegua sacrificada.
- 26 de octubre: en Estados Unidos, la empresa Microsoft lanza tanto el sistema operativo Windows 8, como el dispositivo Microsoft Surface.
- 27 de octubre: Un terremoto de 7,8 sacude Canadá, siendo el segundo terremoto más fuerte jamás registrado en la historia del país, produciendo un tsunami que deja 1 fallecido.
- 28 de octubre:
  - Elecciones municipales en Chile.
  - En Ucrania se celebran elecciones parlamentarias; el partido del presidente Víctor Yanukovich obtiene la victoria y podrá formar gobierno con sus aliados comunistas, pero la oposición ucraniana rechaza los resultados denunciando un fraude electoral y una gran parte de la comunidad internacional critica los comicios denunciando graves irregularidades.[126][127][128]
  - En Lituania se celebra la segunda vuelta de las elecciones parlamentarias; la oposición de centro-izquierda obtiene la victoria y podrá formar gobierno.[129]
- 30 de octubre:
  - En México se inaugura la Línea 12 del Metro de la Ciudad de México, desde Mixcoac a Tláhuac, es la segunda línea en emplear rodadura férrea.[130]
  - En Estados Unidos, la empresa Disney compra Lucasfilm por 4.5 millones de dólares, con lo cual anuncian la realización de la tercera trilogía de Star Wars conformada por los episodios VII, VIII y IX, empezando en el año 2015 con el episodio VII.

### Noviembre

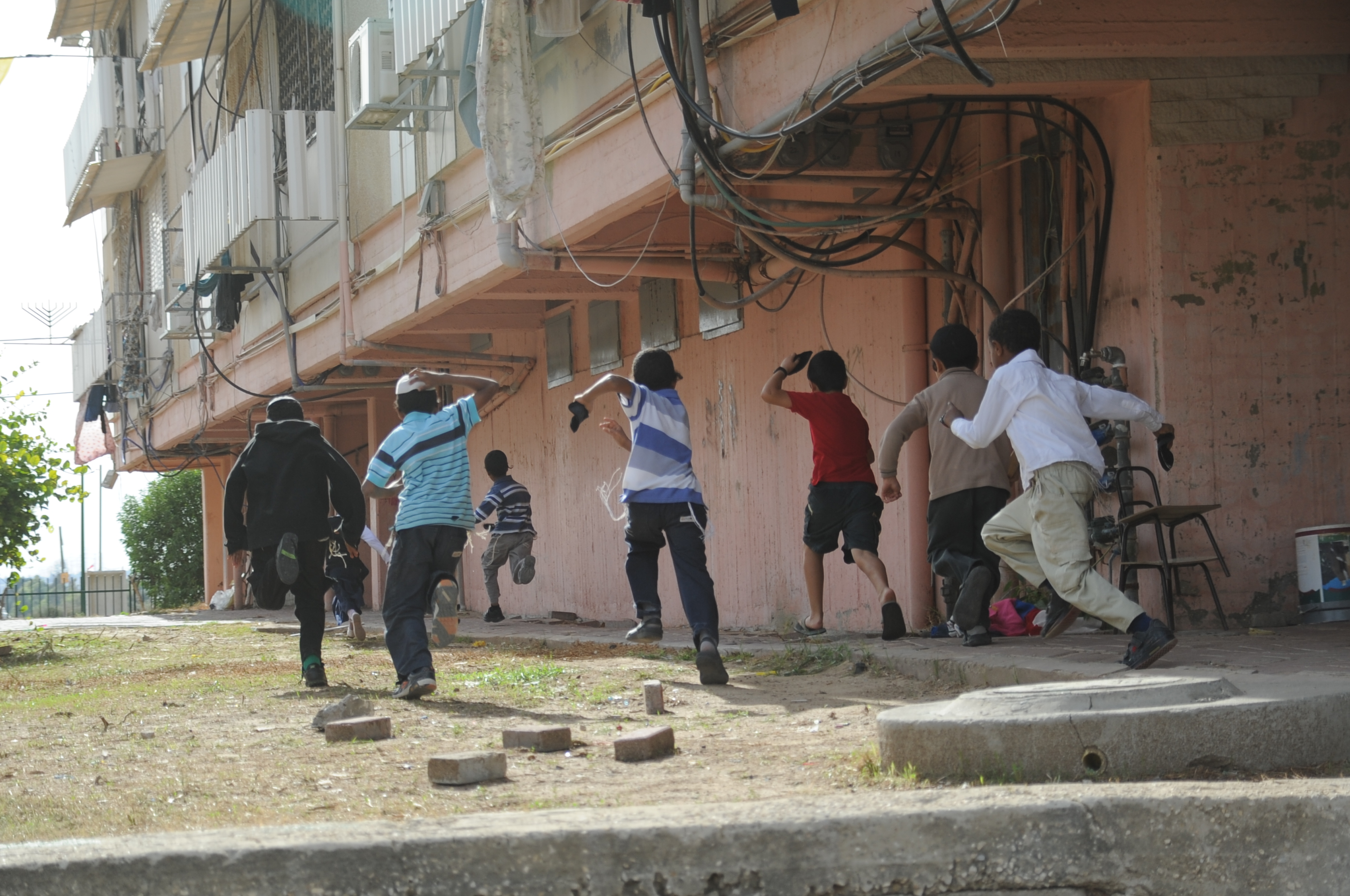
Niños huyendo por fuego gazatí en Kiryat Mal'aji durante el conflicto entre Israel y Gaza.

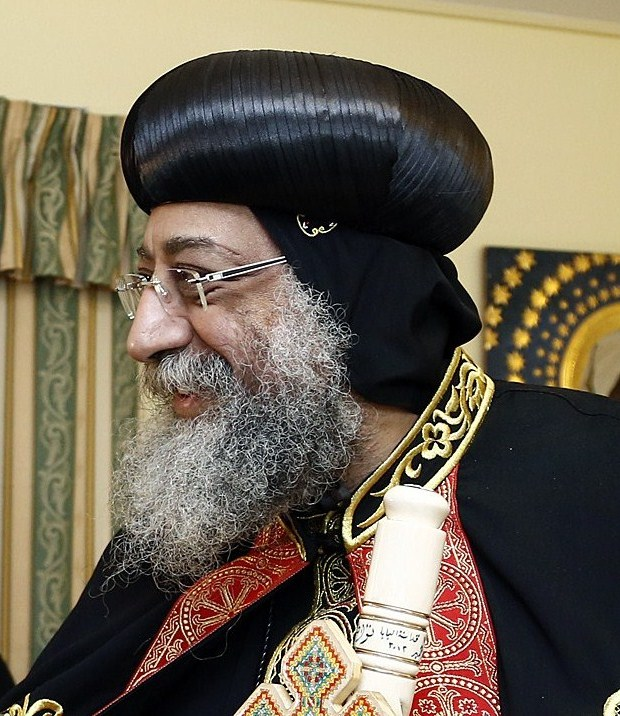
Teodoro II

- 6 de noviembre: elecciones presidenciales en Estados Unidos y Puerto Rico. En Puerto Rico Alejandro García Padilla gana la gobernación al obtener 896,060 votos, frente a 884,775 de Luis G. Fortuno Burset.
- 7 de noviembre: en Colombia asesinan a diez labriegos por negarse pagar la extorsión a las Rondas Campesinas Populares en Santa Rosa de Osos.
- 7 de noviembre: en Guatemala se registra un terremoto de 7,4 que deja un saldo de 139 muertos y cientos de heridos.
- 8 de noviembre: fuerte protesta y cacerolazo en varias ciudades de Argentina por las políticas del Gobierno de Cristina Fernández de Kirchner en el marco del 8N.
- 11 de noviembre: Un terremoto de 6,8 sacude la ciudad birmana de Shwebo dejando un saldo de 26 fallecidos.
- 13 de noviembre: eclipse solar total (visible en el norte de Australia y en el Pacífico Sur).
- 14 de noviembre: tiene lugar una huelga general en España[131] y en otros países de Europa.[132]
- 14 - 21 de noviembre: operación militar llevada a cabo por las Fuerzas de Defensa de Israel en la Franja de Gaza, finalizada con el acuerdo de un alto al fuego tras dejar un saldo de 170 muertos y 1300 heridos.
- 15 de noviembre: En China el XVIII Congreso Nacional del Partido Comunista de China elige Secretario General del Partido Comunista de China y presidente de la Comisión Militar Central a Xi Jinping, lo que prácticamente garantiza que sea elegido el próximo año presidente de la República; también es elegido Li Keqiang como próximo Primer ministro de China.[133][134]
- 18 de noviembre:
  - en Estados Unidos, Nintendo saca a la venta su nueva videoconsola: Wii U La Wii U de Nintendo y su Wii U GamePad.

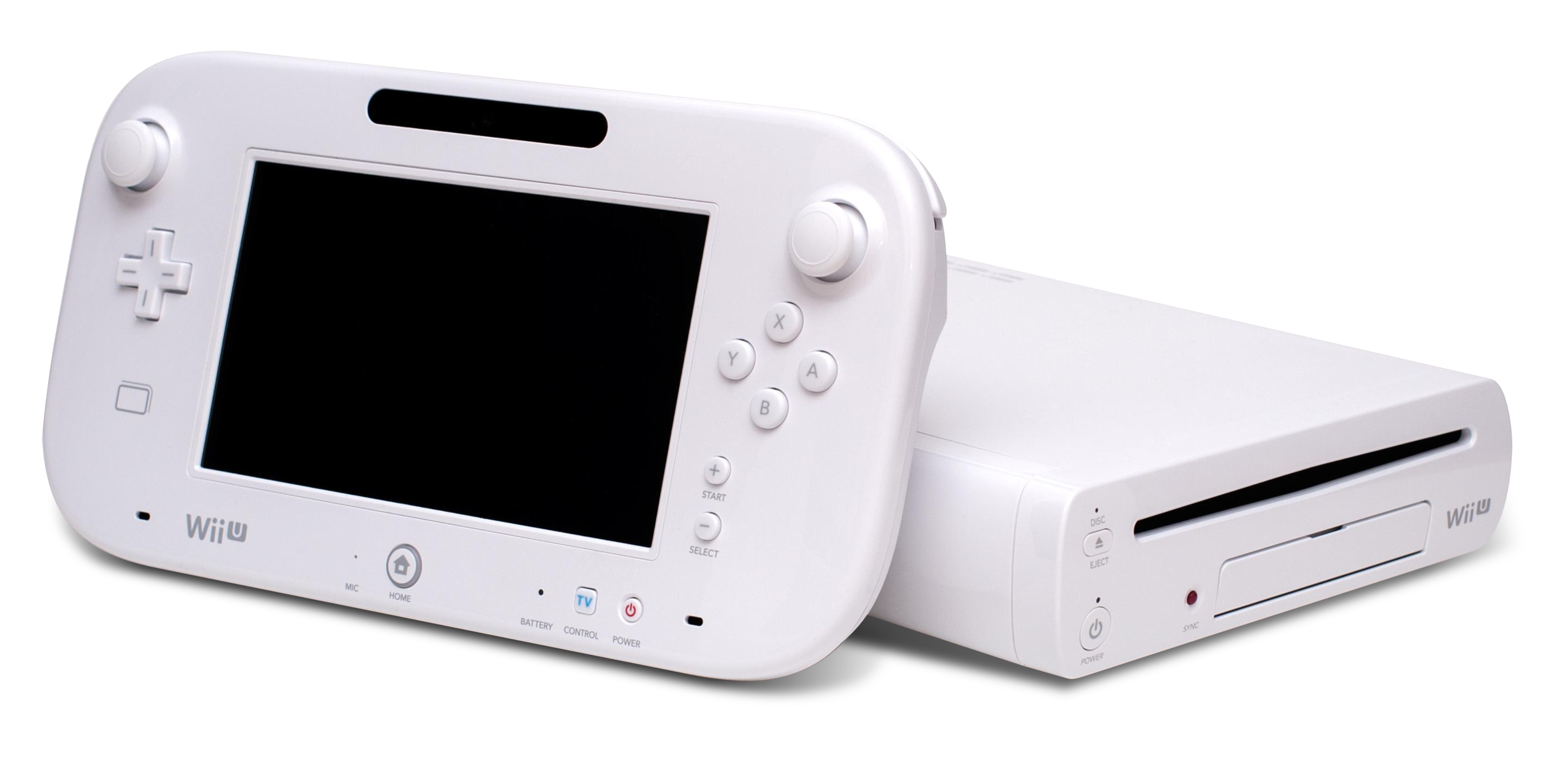
La Wii U de Nintendo y su Wii U GamePad.

  - El obispo Waǧīh Ṣubḥī Bāqī Sulaymān, es elegido papa de la Iglesia copta con el nombre de Teodoro II.
- 19 de noviembre: se dio a conocer el fallo de la Corte Internacional de Justicia de La Haya sobre los límites marítimos de Colombia y Nicaragua.[135]
- 20 de noviembre: en la República Democrática del Congo, los rebeldes del grupo M23 conquistan la ciudad de Goma luego de la retirada de las Fuerzas Armadas del gobierno congoleño y a pesar de la resistencia de las fuerzas de paz de la ONU.[136][137]
- 21 de noviembre: Bolivia realiza el censo de población  y vivienda de 2012, después de 11 años respecto al censo anterior de 2001.
- 28 de noviembre: en Ecuador, Barcelona se consagra, luego de 14 años, campeón del fútbol ecuatoriano por decimocuarta vez.[138][139]
- 29 de noviembre: reconocimiento de Palestina como Estado observador no miembro de las Naciones Unidas.
- 29 de noviembre: en Colombia Inicia transmisiones el canal deportivo Win Sports.

### Diciembre

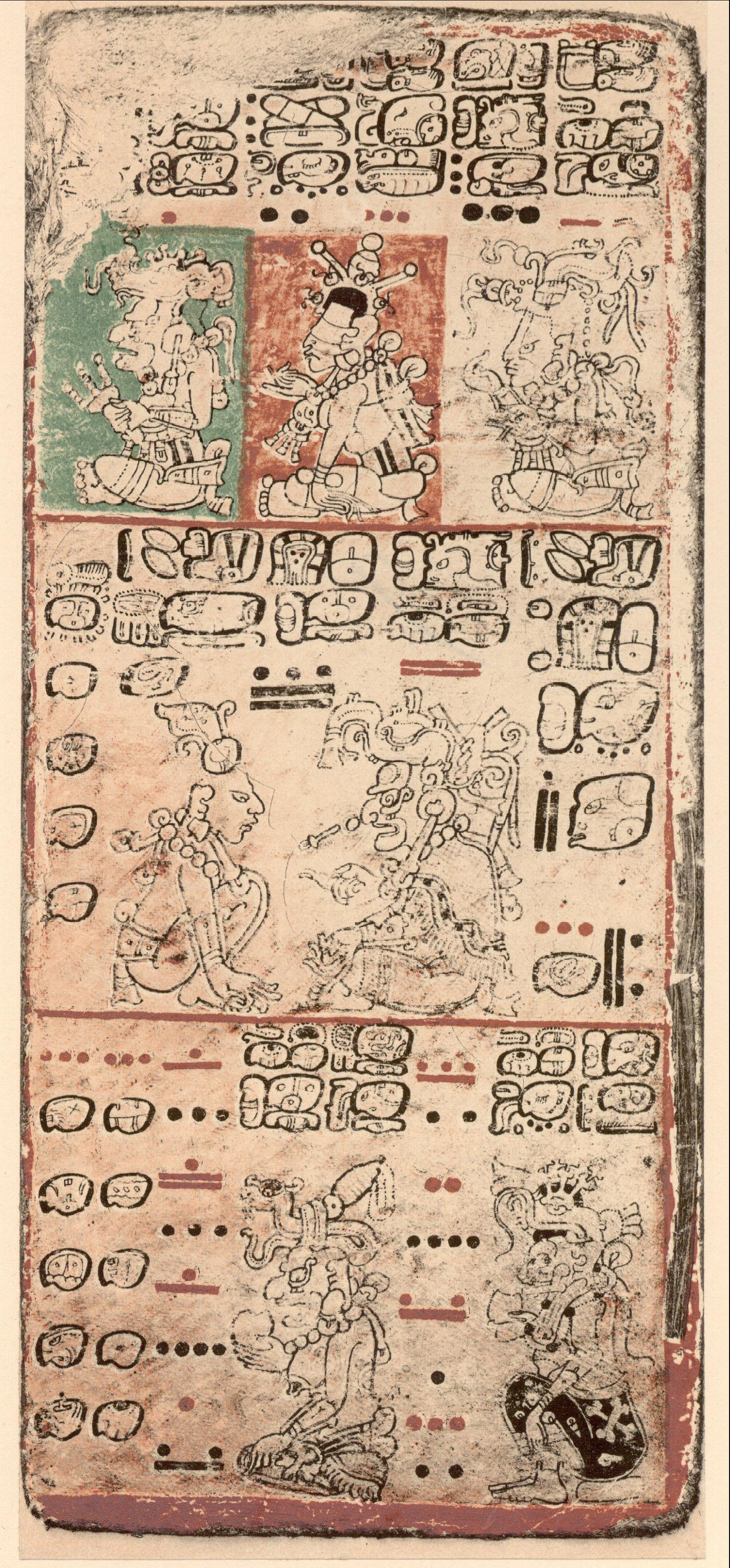
21 de diciembre: reinicio del calendario maya.

- 1 de diciembre: en México, Enrique Peña Nieto toma posesión como presidente de México, convirtiéndose así en el sexagesimocuarto presidente para el mandato presidencial 2012 - 2018.
- 2 de diciembre : En México Se Firma el pacto por México creado por el presidente Enrique Peña Nieto Con los principales partidos políticos de México
- 5 de diciembre: En Connecticut, Estados Unidos, fallece a los 91 años el legendario pianista de jazz Dave Brubeck, un día antes de su cumpleaños.
  - Un terremoto de 5,8 sacude Irán dejando 8 muertos y 23 heridos.
- 7 de diciembre: Un terremoto de 7,3 sacude la ciudad japonesa de Kamaishi.
- 8 de diciembre: se celebraron la décima edición de los Video Game Awards, el juego de Telltale Games The Walking Dead (videojuego) ganó el premio como “Mejor Juego del Año”, thatgamecompany como “Mejor Estudio” y Half-Life 2 como mejor juego de la década en su última edición de gala realizado en vivo.
- 9 de diciembre:
  - En Filipinas se disipa el Tifón Bopha, que a su paso por el país dejó al menos 647 muertos y más de 1400 heridos, mientras al menos 780 personas permanecen desaparecidas y cientos de miles han quedado damnificados.[140]
  - En Iturbide (México) se estrella un avión Learjet 25. Mueren todos los ocupantes, entre ellos la cantante Jenni Rivera.
- 11 de diciembre: en Tucumán (Argentina) finaliza el juicio por el caso Marita Verón; los 13 acusados son absueltos, lo que generando disturbios.[141]
- 12 de diciembre: último día esotérico del siglo XXI, esto no se volverá a repetir hasta el 1 de enero de 2101.
- 14 de diciembre: en Newtown (Estados Unidos) mueren 27 personas a causa de un tiroteo en la escuela primaria Sandy Hook (véase Masacre de la Escuela Primaria de Sandy Hook).
- 16 de diciembre: elecciones regionales de Venezuela de 2012.
- 19 de diciembre:
  - En el Anfiteatro Gibson se realiza el funeral de la cantante Jenni Rivera, fallecida en un accidente aéreo.
  - En Las Vegas (Estados Unidos) se realiza la 61.ª edición del concurso Miss Universo donde la estadounidense Olivia Culpo es coronada Miss Universo 2012.[142]
- 20 de diciembre: durante los próximos días se registra una ola de violentos saqueos en algunas ciudades de Argentina, empezando por Bariloche, dejando al menos 6 muertos, cientos de heridos y 700 detenidos.[143]
- 21 de diciembre:
  - último día del decimotercer baktún (ciclo de 144.000 días) en la cuenta larga del calendario maya.
  - Durante meses en innumerables sitios web se estableció la creencia de que ese día era el fin del mundo.
  - El vídeo de la canción "Gangnam Style", del rapero PSY, se convierte en el primer vídeo de la historia de la humanidad en llegar a 1000 millones de visitas en Youtube
- 27 de diciembre: Colombia, es asesinada Lorena Henao Montoya, viuda de Iván Urdinola Grajales, extinto capo del cartel del Norte del Valle.
- 28 de diciembre: Jiroemon Kimura (19/4/1897-12/6/2013), que en este día tenía 115 años y 253 días, se convierte en el hombre más anciano de la Historia de la humanidad, superando en edad a Christian Mortensen.[144]
- 31 de diciembre:
  - Termina el primer período del compromiso del Protocolo de Kioto.
  - En Irak, una cadena de atentados deja 23 muertos y más de 70 heridos.[145]
  - En una finca ubicada en Envigado (Colombia) son asesinadas 9 personas por venganza de las bandas criminales[146]

## Ciencia y tecnología
- 10 de enero: La expedición británica en los fundales de las Islas Caimán en el Caribe descubre fuentes hidrotermales a profundidades mayores a los 5000 m debajo del nivel del mar. En estos ambientes extremos, se descubren nuevas especies de vida marina, en condiciones hasta el momento no imaginables.[147]
- 6 de febrero: investigadores de Rusia alcanzaron (tras más de tres décadas de perforación) la superficie del lago Vostok, que se encuentra a unos 3800 metros bajo el casquete glacial de la Antártida y podría guardar rastros de microorganismos antiguos.[148]
- 6 de marzo: tormenta solar de dimensiones muy superiores a las habituales.[149]
- 6 de junio: Segundo tránsito del planeta Venus en el siglo XXI.
- 4 de julio: El CMS anunció el descubrimiento de un bosón, que cumple con el nivel formal necesario para anunciar una nueva partícula, que es "consistente con" el bosón de Higgs.[150]
- 13 de julio: anuncio del descubrimiento de S/2012 P 1, quinto satélite de Plutón.[151]

## Videojuegos más relevantes
- 9 de febrero: sale la versión para Nintendo 3DS de Mario & Sonic en los Juegos Olímpicos London 2012.
- 22 de marzo: Kid Icarus: Uprising
- 19 de abril: Fire Emblem: Awakening
- 6 de mayo: Mario Tennis Open
- 15 de mayo: Sonic the Hedgehog 4 Episode 2
- 24 de mayo: Subway Surfers
- 19 de junio: Lego Batman 2: DC Super Heroes
- 28 de julio: New Super Mario Bros. 2
- 2 de agosto: Clash of Clans
- 18 de septiembre: Borderlands 2
- 7 de octubre: Pokémon negro 2 y Pokémon blanco 2
- 6 de noviembre: Halo 4
- 8 de noviembre: Angry Birds Star Wars
- 11 de noviembre: Paper Mario: Sticker Star
- 13 de noviembre: Call of Duty: Black Ops II
- 16 de noviembre: Sonic & All-Stars Racing Transformed
- 18 de noviembre: Sale a la venta el Wii U junto con los juegos New Super Mario Bros. U y Nintendo Land.
- 29 de noviembre: Far Cry 3

## Cine
- El Sorprendente hombre araña de Marc Webb
- Batman: El caballero de la noche asciende de Christopher Nolan
- Los Vengadores de Joss Whedon

## Efemérides
- 1 de enero: décimo aniversario de la entrada en circulación del euro en Alemania, Andorra, Austria, Bélgica, Ciudad del Vaticano, España, Finlandia, Francia, Grecia, Irlanda, Italia, Luxemburgo, Mónaco, Países Bajos, Portugal y San Marino.
- 2 de enero: bicentenario de la Batalla de Zitácuaro, parte de la Independencia de México.
- 19 de marzo: bicentenario de la Constitución española de 1812 (Constitución de Cádiz, conocida como La Pepa).
- 26 de marzo: bicentenario del terremoto que destruyó parcialmente Caracas y varias ciudades de Venezuela en plena guerra por la independencia.
- 15 de abril: centenario del hundimiento del buque RMS Titanic.
- 2 de mayo: bicentenario del ataque y rompimiento del sitio de Cuautla (1812).
- 4 de junio: décimo aniversario de la muerte del político Fernando Belaúnde Terry.
- 23 de junio: bicentenario de la Invasión napoleónica de Rusia.
- 10 de julio: quinto centenario de la conquista de Navarra.
- 23 de agosto: bicentenario del Éxodo Jujeño.
- 24 de septiembre: bicentenario de la Batalla de Tucumán.
- 7 de octubre: centenario del nacimiento del político Fernando Belaúnde Terry.
- 19 de diciembre: 30 años del debut de Soda Stereo antes llamados Los Estereotipos.

## Creencias
Según creían algunos escritores aderentes al mayanismo (doctrina perteneciente a la Nueva era), el último día del calendario maya (el 21 de diciembre de 2012) se produciría un fenómeno de transformación. (Ver Fenómeno de 2012)

## Conmemoraciones y fiestas
- 11 de enero: 60° Aniversario de la Comisión de Desarme de las Naciones Unidas
- 18 de mayo: 40° aniversario del Tratado sobre los Fondos Marinos
- 18 de diciembre: 20° aniversario de la Declaración de las Naciones Unidas sobre los derechos de las personas pertenecientes a minorías